# Petite Nèthe
Pour les articles homonymes, voir Nèthe (homonymie).
La Petite Nèthe (en néerlandais : Kleine Nete) est une rivière de la province d'Anvers.

## Géographie
Elle se réunit à la Grande Nèthe près de Lierre, pour former la Nèthe. Elle est en partie navigable. Elle est influencée par la marée.

## Environnement
Dans le cadre du réseau Natura 2000, avec un soutien du programme européen Life + au projet Life Together porté par l'Agentschap voor Natuur en Bos, en 2013 démarre des actions de restauration d'habitats de création d’infrastructures écologiques dans la vallée de la petite Nèthe.
Il s'agit principalement de restaurer les milieux de dunes, landes et de prairies humides et en particulier les habitats d'espèces menacées en dépendant  associées, dont en particulier la coronelle lisse.